# Sinopsa
Sinopsa (iz grščine hkratni pogled) so evangeliji, ki so natisnjeni v vzporednih stolpcih. Namen tega je omogočiti prikaz skupnih potez in razlik kanoničnih evangelijev. Namreč, ob branju evangelijev je hitro moč opaziti, da so si prvi trije, Matejev, Markov in Lukov, zelo podobni, še posebno dva med njimi, Matejev in Lukov. Podobni so si v vsebini, razvrstitvi vsebine in izrazju. Hkrati pa se močno razlikujejo od četrtega, Janezovega evangelija. Zanj je značilna čisto drugačna razvrstitev dogodkov in drugačen način pripovedovanja, še bolj pa se razlikuje v vsebini. Ker prvi trije poročajo več o Jezusovem življenju kot o njegovem učenju, jih imenujemo telesni ali somatični evangeliji, Janezovega pa duhovni ali pnevmatični, ker posreduje bolj Jezusov nauk kot njegova dela.
Ker so evangeliji nastali iz bogoslužja in za bogoslužje, kažejo njihove svojskosti na različen način začetnega oznanjevanja. V Markovem evangeliju je najbolj poudarjena Jezusova moč. V Matejevem Jezusova povezanost s starozaveznim razodetjem. V Lukovem evangeliju pa naravnost izstopa vesoljsnost Jezusovega odrešenja.
Tudi sličnosti evangelijev so razumljive, saj so evangeliji Jezusovo razodetje. Kljub temu se poraja vprašanje, kako so mogli evangelisti na las enako zapisati Jezusove besede, ko pa so evangelije pisali neodvisno drug od drugega. Še teže je razumeti razlike pri navajanju istih Jezusovih besed oziroma razlike v poročilih o istih Jezusovih delih. Rešitev tega vprašanja imenujemo kar sinoptično vprašanje.
Sinopsa tako v enem pogledu dobro pokaže te svojskosti in različnosti prvih treh evangelijev. Zato je nepogrešljiv pripomoček za poglobljeno in avtentično razumevanje evangelijev.

## Sinopse v zgodovini
Prvi je evangelije sinoptično razvrstil nemški protestantski teolog Johannes Griesbach. Leta 1774 je v Halleju izdal prvo sinopso. Prve tri evangelije je natisnil v grškem izvirniku v treh stolpcih tako, da so stolpci napolnjeni, kadar vsi trije evangelisti enako navajajo iste Jezusove besede oziroma dela, kadar pa kdo od njih poroča drugače ali bolj podrobno, pa je v vzporednem stolpcu toliko prostora praznega, kolikor več vsebine navaja en evangelist. Evangeliji so natisnjeni tako, da so iste besede na isti višini stolpca; v kolikor pa kateri evangelist poroča več, je v drugih stolpcih toliko prostora praznega, tako da pozneje stoji ista beseda spet na isti višini v drugih stolpcih. Evangeljske besede so torej tudi vodoravno poravnane.
Pozneje je izšlo še več sinops, sprva samo v grškem izvirniku, v zadnjem času, posebej po 2. vatikanskem koncilu, pa tudi v narodnih jezikih.

## Slovenska sinopsa
Prvo slovensko sinopso je pripravil teolog in profesor France Rozman. Izdana je bila leta 1992. Ta ne prinaša v stolpcih natisnjeno besedilo samo prvih treh evangelijev, temveč tudi četrtega, Janezovega. Čeprav je le-ta drugačen od sinoptičnih, je v njem tudi nekaj takega, kar je podobno sinoptikom. To velja posebno za poročilo o Jezusovem trpljenju, smrti in vstajenju. S tem je poudarjena svojskost Janezovega evangelija. Ker torej ta sinopsa vsebuje vse štiri evangelije, se upravičeno imenuje Sinopsa štirih evangelijev. Evangeljske pripovedi so v sinopsi razvrščene kronološko. Zajeto je celotno besedilo evangelijev, tudi tisti deli, ki so značilni le za enega evangelista. Zavoljo tega so v sinopsi štiri oblike stolpcev: eden, v katerem je natisnjeno to, o čemer poroča le en evangelist; dva, v katerima je natisnjeno to, o čemer poročata, dva; podobno pa je tudi za tri in štiri stolpce. Zaradi globljega razumevanja so ob vsaki vsebinski enoti navedena vzporedna mesta iz Svetega pisma stare in nove zaveze.
Čeprav je bila sinopsa že dolgo načrtovana, jo je dokončno omogočil računalnik. Ob njegovem jasnem zapisu je bilo mogoče odstraniti nesoglasja med besedili, ga natančno uskladiti in tudi jezikovno izboljšati. Evangeljsko besedilo je vzeto iz jubilejnega prevoda Svetega pisma nove zaveze (Ljubljana, 1984).